# Tourbières des Ponts-de-Martel

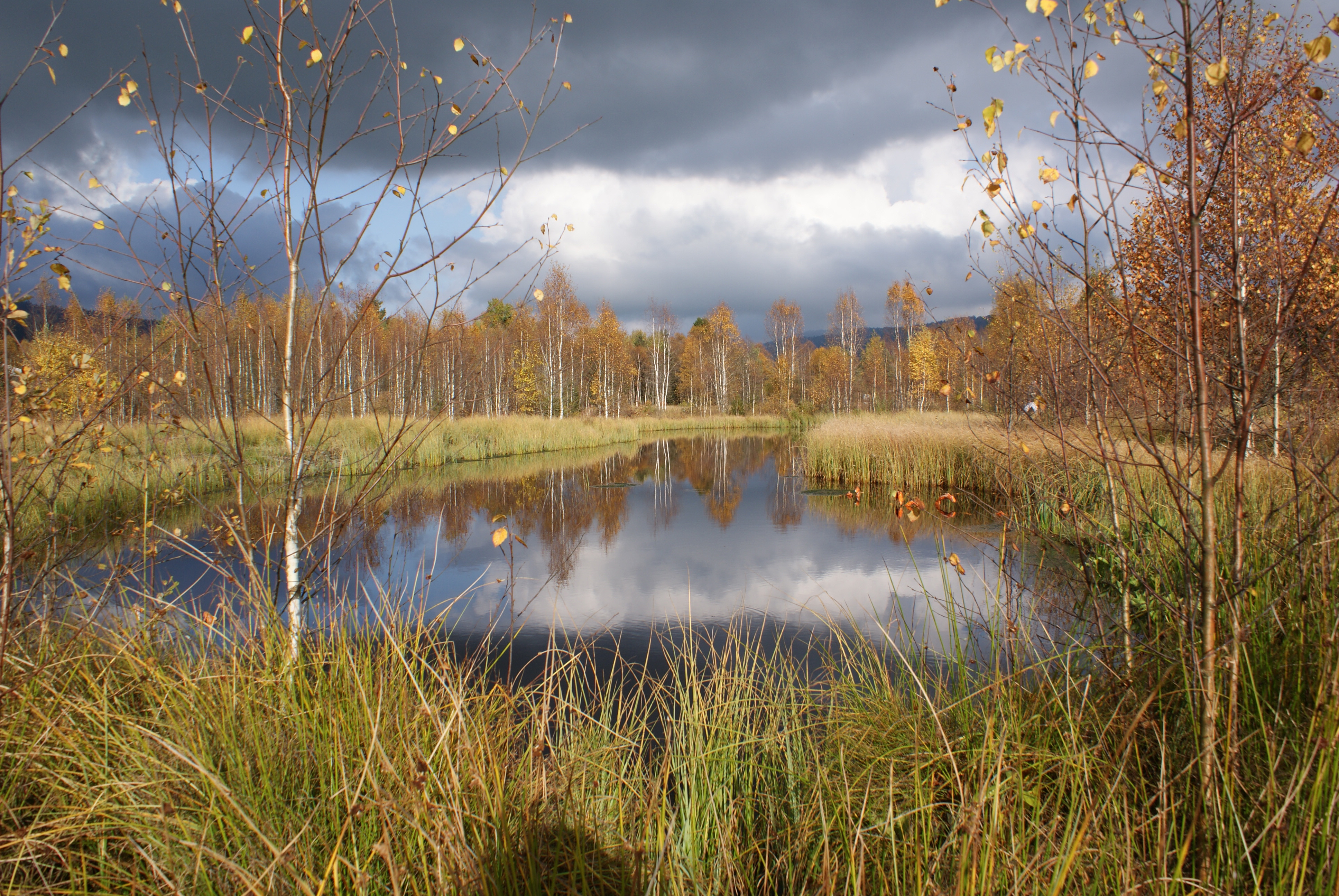
Tourbière des Ponts-de-Martel

Les tourbières des Ponts-de-Martel sont une zone de tourbière située dans la commune neuchâteloise des Ponts-de-Martel en Suisse, qui a été largement exploitée entre le XIXe siècle et le XXe siècle pour l'extraction de la tourbe. Ces tourbières sont considérées, dans leur ensemble, comme la plus grande tourbière continue de Suisse. Ce site naturel est répertorié depuis 1977 dans l'Inventaire fédéral des paysages, sites et monuments naturels (IFP) et depuis 1996 dans l'Inventaire fédéral des paysages tourbeux d'une beauté particulière et d'importance nationale.

## Géographie
La partie méridionale de la vallée de La Sagne, dans le Jura neuchâtelois, s'étend sur une plaine de plusieurs kilomètres carrés, résultant de l'accumulation de sédiments après la période glaciaire. Sous-jacent au massif calcaire, ces sédiments imperméables proviennent à la fois des moraines glaciaires et des dépôts lacustres révélés lors d'études récentes dans les tourbières. En effet, au fond de cette vallée, des argiles fines d'un ancien lac périglaciaire se sont déposées en couche épaisse sur un lit de molasse marine. Ce lac est issu d'un sol gelé en permanence.
Lors de l'extraction de la tourbe, des souches de chênes conservées dans les couches profondes du sol ont été découvertes, provenant d'une époque où la vallée haute était boisée. Les zones situées le long des routes de la vallée, où se trouvent plusieurs villages des deux côtés, ont été rendues utilisables pour le pâturage par le drainage des tourbières à l'époque historique. Ainsi, environ 90% des 1500 hectares de tourbières d'origine dans la vallée ont progressivement disparu. Aujourd’hui, les engrais épandus dans la zone agricole menacent indirectement les biotopes des tourbières.
Les tourbières encore présentes, d'une superficie d'environ 130 hectares, se trouvent dans les communes des Ponts-de-Martel, Brot-Plamboz et Val-de-Travers, au cœur du canton Neuchâtelois. La rivière de vallée, le Grand Bied, ne s'écoule pas en surface, mais disparaît au bord de la zone marécageuse près des Ponts-de-Martel dans une doline appelée Perte du Voisinage. L'eau traverse le massif rocheux karstique et riche en cavernes sous la plaine et réapparaît quatre kilomètres plus au sud, 250 mètres plus bas, dans une source à Noiraigue. Là, la rivière se jette dans l'Areuse, un affluent indirect de troisième ordre du Rhin. Le nom dialectal Noiraigue, issu du francoprovençal, signifie "eau noire" en français, en référence à l'apparence sombre et trouble de l'eau provenant de la zone marécageuse.

## Histoire

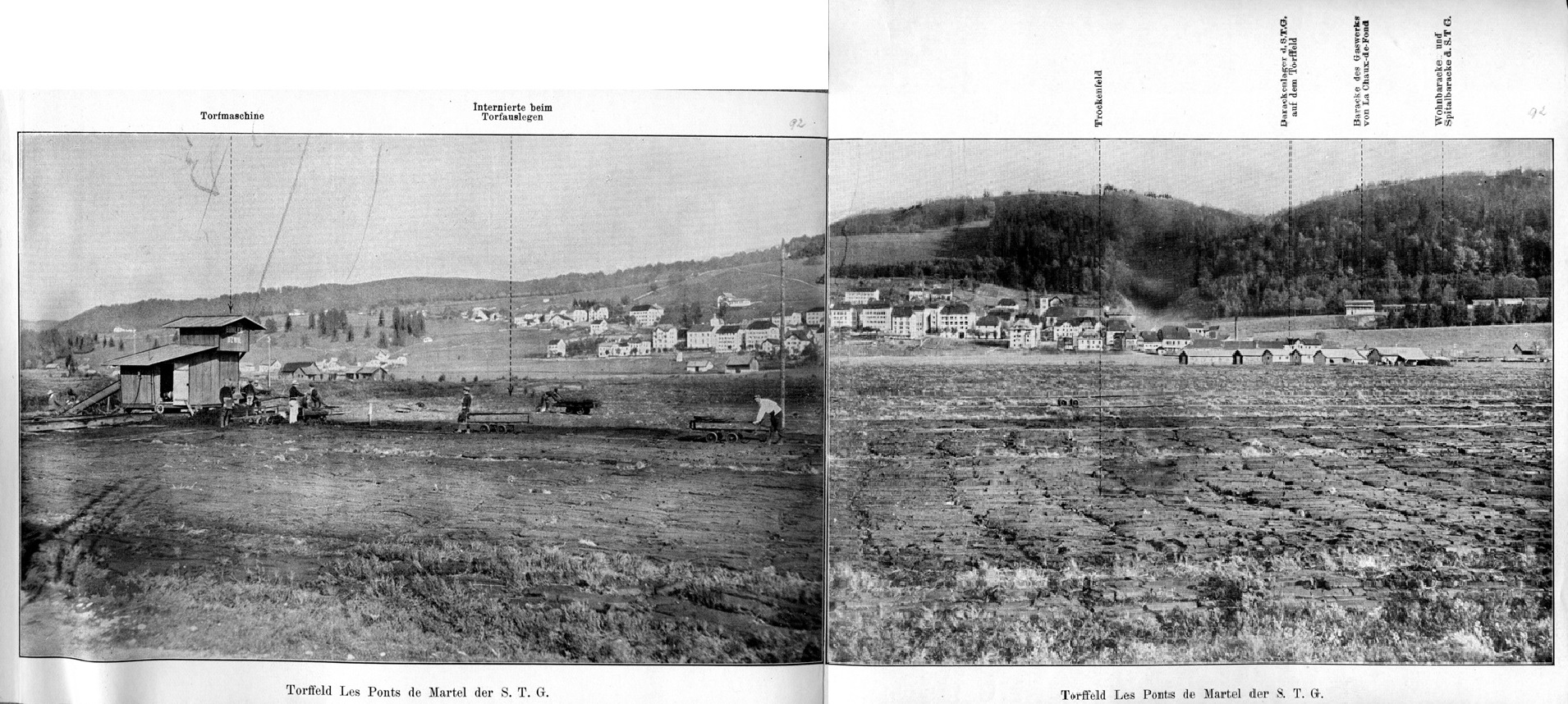
Exploitation de la tourbe des Ponts-de-Martel

Au 18ᵉ siècle, les habitants et habitantes de la région des Ponts-de-Martel ont utilisé la tourbe à la place du charbon, qui était rare pendant les guerres. Cette option était une bonne alternative au bois de chauffage, la tourbe brûlant moins efficacement que le charbon mais mieux que le bois.
À la fin du 19ᵉ siècle, l'extraction de la tourbe est devenue plus intensive, apportant des avantages économiques en période de crise. Cette activité a façonné la vie des citoyens et citoyennes et le développement de la région.
La Société Anonyme des Marais des Ponts a été la première à entreprendre l'extraction mécanisée de la tourbe dans la région du Marais Rouge, produisant environ 1000 tonnes de tourbe par an vers 1920. Une autre zone située dans la partie occidentale des tourbières produisait environ 800 tonnes de tourbe par an grâce à la Société de Combe Varin. En 1917, la Société Anonyme des Marais des Ponts a loué une partie de la région à la Société coopérative suisse de tourbe, fondée la même année, qui a mis en place un chemin de fer Decauville pour le transport du matériau. Le "chemin de fer de tourbe" des Ponts-de-Martel utilisait depuis 1920 une locomotive à moteur à essence. À certains endroits, la couche de tourbe épaisse avait été complètement détruite après l'exploitation.
Après la Seconde Guerre mondiale, avec la réimportation du charbon, l'exploitation de la tourbe s'est orientée vers des fins horticoles en raison de ses propriétés fibreuses, de rétention d'eau et de porosité. Cela a impacté les tourbières en provoquant la déforestation et le dessèchement du sol.
Un dense réseau de canaux de drainage a été mis en place dans la plaine, facilitant d'une part l'extraction de la tourbe et permettant d'autre part d'exploiter de vastes zones marécageuses pour l'agriculture.

## Menaces et protection
Vers le tournant du 20ᵉ siècle, le canton de Neuchâtel s'est intéressé à la protection des tourbières. La Société neuchâteloise des sciences naturelles a convenu avec les propriétaires des Ponts-de-Martel de préserver une section de tourbière dans la région de Bois des Lattes. Le paysage de tourbières dans la vallée des Ponts-de-Martel est répertorié depuis 1977 dans l'inventaire des paysages et monuments naturels d'importance nationale (BLN). En 1987, l'initiative Rothenthurm pour la protection des zones marécageuses a interdit l'extraction et l’exploitation de la tourbe. Même après l'arrêt de l'exploitation de la tourbe, les tourbières ont continué à se dégrader car les systèmes de drainage sont restés actifs, asséchant davantage les corps de tourbe. La mise en œuvre de mesures de revitalisation à la fin des années 1990 et au début des années 2000a permis de remédier à cela.
Le gouvernement neuchâtelois a placé en 2008 sous protection les zones humides d'importance nationale dans le canton, dont les tourbières des Ponts-de-Martel sont les plus importantes. La carte des zones humides ainsi mise en œuvre définit également des zones tampons autour des zones humides protégées. La tourbière de Sous-Martel-Dernier, l'une des plus grandes parcelles de tourbières aux Ponts-de-Martel, est en cours de régénération dans le cadre d'un projet de protection du climat visant à réduire les émissions de CO2 de la région. Les Ponts-de-Martel se trouvent dans une zone de protection des oiseaux nationale (Zones Importantes pour la Conservation des Oiseaux - ZICO).
Les traces de l'extraction de tourbe abandonnée sont clairement visibles dans le paysage. Les bords de coupe encore préservés par endroits témoignent de l'épaisseur des couches de tourbe d'origine. Les dépressions, qui apparaissent aujourd'hui comme des étangs dans les tourbières, proviennent des zones d'extraction. Les voies d'accès aux zones d'extraction et les sentiers ont également endommagé la couche de tourbe. Dans certaines zones intensivement parcourues lors de l'exploitation de la tourbe, des tourbières planes se sont développées après la fin des travaux. Après l'extraction de la tourbe, une végétation pionnière et des forêts se sont développées sur de vastes étendues des anciennes zones marécageuses. Même les zones préparées pour l'extraction de la tourbe, par exemple par drainage, mais finalement non exploitées, ont été conquises par la forêt, mettant ainsi en péril la végétation de tourbière.
Après un siècle d'exploitation intensive, les tourbières des Ponts-de-Martel ont perdu plus de 80 % de leur superficie. Malgré cette importante baisse, les tourbières des Ponts-de-Martel restent parmi les plus grandes de Suisse.
En Suisse, les tourbières restent parmi les écosystèmes les plus menacés.

## Recherche scientifique et biodiversité
La recherche botanique dans le Jura neuchâtelois a débuté au 18ᵉ siècle avec les activités des naturalistes et collecteurs Laurent Garcin, Jean-Jacques Rousseau, Jean-Antoine d'Ivernois et Abraham Gagnebin. En 1868, l'Académie de Neuchâtel, qui a donné naissance en 1909 à l'Université de Neuchâtel, a obtenu une chaire de botanique. Les botanistes neuchâtelois, à partir de Henri Spinner (1875-1962), ont également étudié les associations végétales des tourbières du Jura et ont donné une impulsion significative à l'étude de la végétation des tourbières en Suisse. Adolphe Ischer (1904-1985), qui a publié un travail sur les tourbières des Ponts-de-Martel, s'est engagé pour la conservation de la nature en Suisse et a sensibilisé le public à cette cause grâce à de nombreux moyens pédagogiques. Sous la direction du professeur Jean-Michel Gobat, le Laboratoire d'Écologie végétale et de Phytosociologie de l'Institut botanique de Neuchâtel, en collaboration avec l'EPFL à Lausanne, a étudié, entre autres, la biologie des tourbières des Ponts-de-Martel et les questions liées à la régénération des tourbières endommagées dans le Jura.
Le laboratoire de la biodiversité du sol à l'Université de Neuchâtel, dirigé par le Professeur Edward Mitchell, mène des recherches sur les thécamoebiens, un groupe de micro-organismes connus sous le nom d'"amibes". Leur présence et leur diversité fournissent des informations sur les conditions écologiques à différents stades de l'évolution des tourbières. Ces amibes sont considérées comme d'excellents indicateurs de la qualité des marais, car elles sont sensibles à des facteurs tels que l'acidité du milieu, les variations de la saturation hydrique du sol et la présence de nutriments.
En raison de l'importance considérable des tourbières dans la région, le Jardin botanique de Neuchâtel a aménagé en 2014 une installation avec une tourbière plane, qui sert d'objet d'étude à l'Université de Neuchâtel.

## Didactique

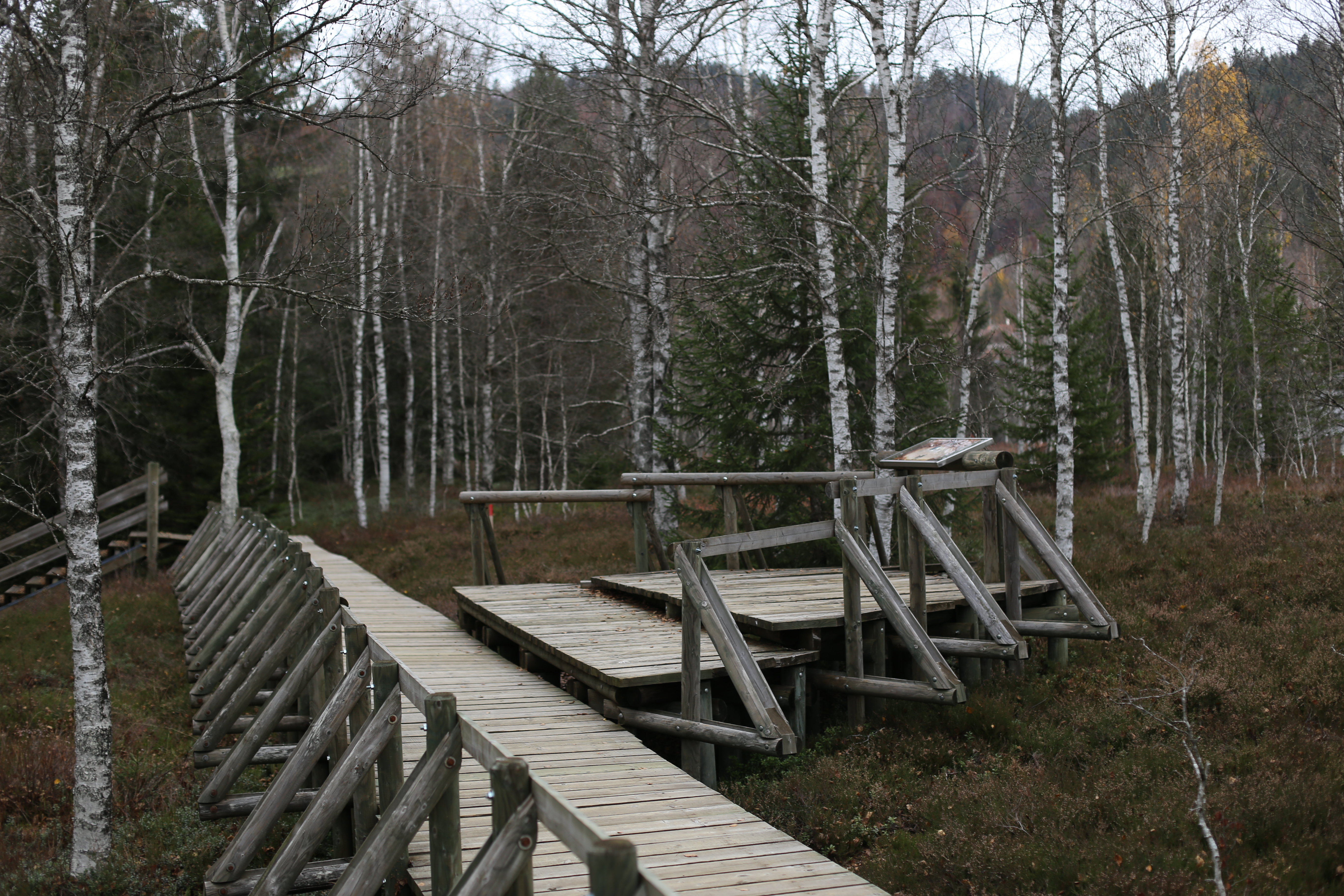
Sentier didactique des Ponts-de-Martel

De nos jours, les tourbières des Ponts-de-Martel sont le principal lieu d'expérimentation pour la conservation des tourbières. La zone de tourbières est également utilisée comme objet d'étude pour l'éducation à la nature. Des projets ont été lancés pour revitaliser ces environnements et sensibiliser le public à leur beauté et à leur importance.
Non loin des tourbières se trouve un musée nommé “Maison de la tourbière," qui abrite un centre d’interprétation qui présente l’histoire et l’importance des tourbières des Ponts-de-Martel. Depuis 1998, le "sentier didactique de la tourbière", un sentier éducatif, traverse la tourbière, offrant aux visiteurs des informations sur le paysage naturel et l'exploitation passée de la tourbe.